# Dolomitenkönig
Il formaggio da taglio Dolomitenkönig (in tedesco: Schnittkäse Dolomitenkönig) o più semplicemente Dolomitenkönig è un formaggio Italiano, prodotto in Val Pusteria, in particolare nel caseificio di Brunico.
Viene prodotto con latte parzialmente scremato (al 2-3%) proveniente da allevamenti al di sopra dei 1000 m s.l.m.
Attraversa due fasi di stagionatura: la prima a freddo, durante la quale le forme (dal diametro di circa 40 cm e dal peso di 8-9 kg) vengono trattate con acqua e sale affinché si crei la caratteristica crosta; e la seconda a caldo, affinché si sviluppi la marcata occhiatura irregolare della dimensione di una ciliegia che è tipica di questo formaggio. Il prodotto matura in 20 giorni, ma la stagionatura può arrivare anche ad 80 giorni, nel qual caso la pasta è semicotta.
Il Dolomitenkönig è riconosciuto come prodotto agroalimentare tradizionale.